# Холодная Гора (станция метро)
«Холо́дная Гора́» (укр. Холо́дна Гора́,  (слушать)о файле) — станция Харьковского метрополитена, конечная западного радиуса Холодногорско-Заводской линии. Названа в честь одноимённого района.
Самая загруженная станция Холодногорско-Заводской линии, а также всего Харьковского метрополитена. Это связано с тем, что возле неё находится крупный автовокзал, от которого идут автобусы внутригородских и пригородных маршрутов. А также для большинства жителей западных районов города эта станция является ближайшей.

## Месторасположение
Первая станция на первой линии метро обслуживает жителей крупных жилых массива (Холодная Гора, Залютино, Новая Бавария и другие), формируемого на месте малоэтажной застройки. Расположена в западной части города в центре одноимённого жилого района. Возле выходов из станции расположена конечная станция пригородных автобусов и маршрутных такси, связывающих Харьков с населёнными пунктами Мерефянского и Люботинского направлений, а также троллейбусная (маршрут № 27) и трамвайная (маршрут № 3) остановки.
Возле выходов из станции расположены 1-я городская клиническая больница и 19-я детская клиническая больница, рынок и множество магазинов.

## Технические данные
Станция колонного типа, мелкого заложения. Пущена в эксплуатацию 23 августа 1975 года.
Входами на станцию служат подземные переходы через улицу Полтавский Шлях, к которым примыкают два вестибюля. Выход в восточный вестибюль оборудован двумя эскалаторами типа ЛТ-5.

## Пересадка на наземный транспорт
Станция имеет прямую пересадку к терминалу автостанции «Холодная Гора». Имеется пересадка на трамваи 3-го маршрута, следующие на Залютино.

## Факты
- После переименования, из вестибюлей станции был демонтирован барельеф Якова Свердлова, однако, рельефные композиции «Великий Октябрь» и «Триумф Революции» остались нетронутыми.

- Существует песня «Станція Холодна Гора», написанная на стихи харьковского поэта Олега Коцарева.

## Галерея
- Платформа станции
- Плафоны освещения станции